# Frans Gard
Frans Allan Gard, född 18 oktober 1892 i Götlunda församling, Västmanlands län, död 11 maj 1978 i Sankt Görans församling, Stockholm
, var en svensk målare.
Gard studerade konst vid Althins målarskola samt vidare studier i Tyskland och Frankrike. Hans konst består av mariner, romantiska, kraftigt hållna landskap, ofta skogsmotiv från nordliga delar av Sverige och Norge.